# Rogoredo FS
Rogoredo FS – stacja metra w Mediolanie, na linii M3. Znajduje się na via Rogoredo, w pobliżu stacji Milano Rogoredo, w Mediolanie i zlokalizowana jest pomiędzy stacjami Porto di Mare i San Donato. Została otwarta w 1991.